# آترتن، کوئینزلند
آترتن (به انگلیسی: Atherton) یک شهرک در استرالیا است که در کوئینزلند واقع شده‌است.